# Février 1895

## Événements

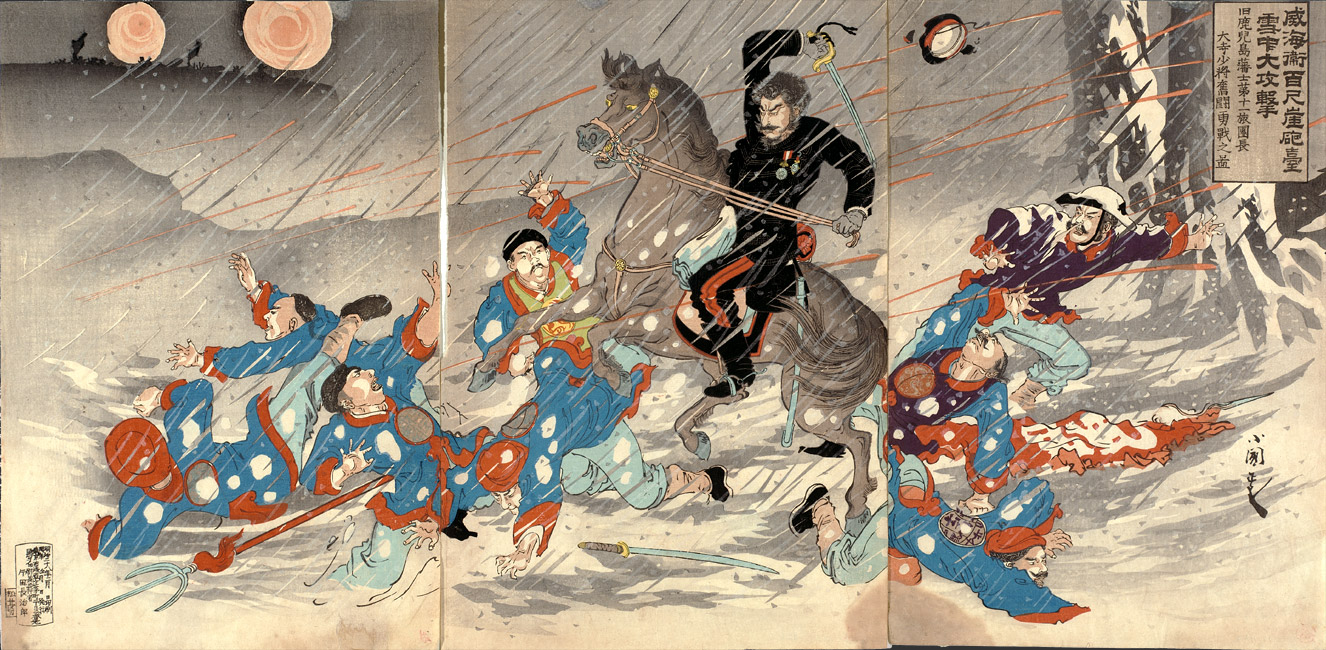
12 février : bataille de Weihaiwei

Reddition des forces chinoises après la bataille de Weihaiwei

- 5 février [1]: le baron de Rio Branco, chef de la diplomatie, obtient pour le Brésil l’immense « territoire des Missions ».

- 12 février : les Japonais prennent Weihai Wei.

- 13 février :
  - Les frères Louis et Auguste Lumière déposent le brevet du cinématographe. Cette date est considérée comme la naissance du cinéma[2].
  - Le colonel Toutée parvient à Badjibo, sur le Niger et y fonde Fort Arenberg.

- 21 février : Alfred Dreyfus est envoyé au bagne de l’île du Diable, près des côtes de Guyane.

- 24 février : début de la seconde guerre d'indépendance à Cuba, impitoyablement réprimée par l'Espagne : vingt-cinq ans après la première proclamation d’indépendance, les Cubains tentent de s’affranchir de la tutelle espagnole. Cette fois les insurgés se savent soutenus par les Américains qui ont investi d’importants capitaux dans les plantations de tabac et de sucre. Le poète José Martí relance la lutte pour l’indépendance. Le 19 mai, il est la première victime d’une violente répression menée par les Espagnols. Des centaines de milliers de civils sont internés dans des camps.

## Naissances
- 1er février : Conn Smythe, gérant au hockey sur glace.
- 3 février : Norman Rockwell, illustrateur américain († 8 novembre 1978).
- 6 février : Babe Ruth, joueur de baseball américain († 16 août 1948).
- 15 février : Earl Thomson, athlète.
- 18 février : Franz Bronstert, peintre et ingénieur allemand († 29 octobre 1967).
- 20 février : « Fortuna » (Diego Mazquiarán Torróntegui), matador espagnol († 10 mai 1940).
- 28 février : Marcel Pagnol, écrivain, producteur et réalisateur français († 18 avril 1974).

## Décès
- 1er février : Benjamin Eugène Fichel, peintre français (° 30 août 1826).
- 7 février : « El Tato » (Antonio Sánchez), matador espagnol (° 6 février 1831).
- 16 février : Raymond Adolphe Séré de Rivières, militaire français surnommé Le Vauban du XIXe siècle (° 1815).
- 19 février : John Whitaker Hulke, chirurgien et géologue britannique.